# Тунгускова, Екатерина Владимировна
Екатерина Владимировна Тунгускова (узб. Yekaterina Vladimirovna Tunguskova; 10 мая 1988 года, Коканд, Узбекская ССР, СССР) — узбекская легкоатлетка, специализирующаяся на длинных дистанциях и марафоне, член сборной Узбекистан. В 2016 году участвовала на XXXI Летних Олимпийских играх.

## Карьера
В 2012 году на Международном полумарафоне в Душанбе (Таджикистан) с результатом 1 час 19 минут 53 секунд заняла шестое место.
В 2016 году на Чемпионате Узбекистана по кроссу заняла второе место на дистанции 5 км. На Кубке Таджикистана на дистанции 10 км завоевала первое место c результатом 32.13.08 и таким образом выполнила норматив Олимпийских игр. В этом же году на Рижском марафоне с результатом 2:47.11 заняла 23-е место, немного не выполнив норматив Олимпийских игр. На Летних Олимпийских играх в Рио-де-Жанейро (Бразилия) участвовала на дистанции 10000 метров, но не дошла до финиша.
В 2017 году на международном соревновании «Мемориал Гусмана Косанова» в Алма-Ате (Казахстан) завоевала бронзу на дистанции 1500 метров и серебро на дистанции 5000 метров.
В 2018 году на международном соревновании «Мемориал Гусмана Косанова» завоевала серебряную медаль с результатом 17:13.44 на дистанции 5000 метров. На Кубке Узбекистана заняла первое место на дистанции 5000 метров с результатом 17:07.64.
В 2019 году на Samarkand Half Marathon с результатом 1:19:31 пришла второй, отстав всего на 78 сотых от первого места. В 2020 году на Samarkand Half Marathon заняла третье место с результатом 1:15:50. На  Ташкентском международном марафоне заняла второе место с результатом 2:28:55. На Чемпионате Азии по марафону в Дунгуань (Китай) с результатом 2:45:27 финишировала лишь восьмой.
В 2021 году на  Ташкентском международном марафоне заняла третье место с результатом 2:35.25.